# ماکادام

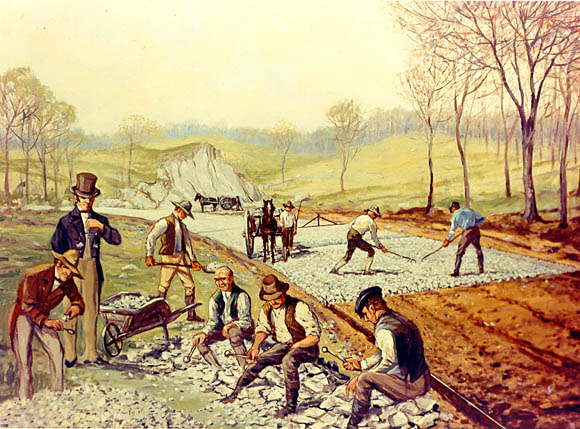
ساخت لایه ماکادام در زمان جان مک‌آدام.

ماکادام (به انگلیسی: Macadam) لایه‌ای متشکل از سنگ شکستهٔ درشت و ماسه است که پس از کوبیده شدن به‌عنوان لایهٔ تحتانی زیرساخت در راهسازی، به کار می‌رود.
فرد پیشگام در استفاده از این‌گونه لایه‌ها در راهسازی «جان مک‌آدام» اسکاتلندی بود که در حدود سال ۱۸۲۰ از این نوع لایه‌سازی بهره گرفت و نام ماکادام هم از نام او گرفته شده‌است.

## شیوه کاربرد
اساس ماکادامی از سنگ کوهی یا سنگ‌های رودخانه‌ای شکسته تشکیل می‌شود. مصالح دانه درشت براساس مشخصات پخش و سپس مصالح ساختمانی ریزدانه بر روی آن پخش شده و به روش خشک یا مرطوب کوبیده می‌شود.
پخش ماکادام با پخش‌کننده مکانیکی انجام می‌گیرد. پخش کننده، سنگدانه‌ها را به‌طور یکنواخت و منظم و بدون جدا شدن دانه‌های درشت از ریز، در ضخامت و اندازه‌های مطابق نقشه‌های اجرایی پخش می‌کند.
سطح قشر ماکادام، بلافاصله بعد از پخش و عبور سه تا چهار گذر اولیه غلتک راه‌سازی باید کاملاً یکنواخت و مسطح شده و نقاط فرود و فراز آن با افزودن یا برداشت مصالح اصلاح شود، به نحوی که سطح نهایی پیش از تکمیل کوبیدگی چنانچه با یک شمشه چهار متری کنترل شود از نظر دستگاه نظارت قابل قبول باشد.